# Mocinnodaphne cinnamomoidea
Mocinnodaphne cinnamomoidea är en lagerväxtart som beskrevs av F.G. Lorea-hernández. Mocinnodaphne cinnamomoidea ingår i släktet Mocinnodaphne och familjen lagerväxter. Inga underarter finns listade i Catalogue of Life.